# Азербайджанский зебу
Азербайджанский зебу (азерб. Azərbaycan zebusu, тал. гилəго), известный также как Талышский зебу, Талышинский зебу или Зебувидный бык талышинского отродия — типичный представитель подвида зебу, разведением которого традиционно занимаются в Азербайджане. В Азербайджане ареалом зебу является Ленкоранская природная область.

## История
О разведении зебу на нынешней территории Азербайджана за 2000—2500 лет до н. э. свидетельствует уникальная находка из каменного могильника вблизи города Ленкорань, обнаруженная и описанная французским археологом Жаком де-Морганом — круглая печать из черно-серого агата с изображением сильно оброслого самца зебу с горбом. В местности же “Едди тепе” (“Семь холмов”) в Физулинском районе сотрудниками Института истории Академии наук Азербайджанской ССР были обнаружены относящиеся к середине I тысячелетия н. э. две бронзовые фигурки горбатого зебу, а также довольно изящно изготовленное кольцо из драгоценного металла с изображением тонко выполненного рисунка зебу. Популяция зебу сохранялась на протяжении нескольких тысяч лет, и она не была подвержена смешению с обычным крупным рогатым скотом. К 1960 году в Азербайджане насчитывалось свыше 20 тыс. голов зебу.
Первыми исследователями в этой области были И. Калугин и Д. Кистенев. В развитии талышского зебу в 1950-1970 гг. сыграли роль доктора сельскохозяйственных наук А. Искандаров и А. Агабайли.
Жители Ленкоранского района также называют зебу талышинским скотом или гиляго.

## Характеристика
Высота в холке азербайджанского зебу составляет около 107 см. Их живой вес составляет 220—240 кг, быки-производители весят 350—440 кг. Имеют горб в области холки (горб по-талышски — гиля). Достаточно сильно развит подгрудок.
Средний удой зебу, содержащихся в индивидуальных хозяйствах, за период лактации составляет 470 кг. При хорошем кормлении удой достигает 1200 кг молока при содержании жира 5,12 %; удои отдельных особей могут превышать 2000 кг. Молоко зебу используется в маслоделии и сыроделии.
Зебу отличаются выносливостью и неприхотливостью. Хорошо переносят как жару, так и холод. Отличаются повышенным иммунитетом к ряду заболеваний и к укусам клещей. Азербайджанский зебу менее требователен к пище, а по жирности молока уступает только буйволу.

### Параметры тела
Азербайджанский зебу имеет следующие параметры тела:
- Высота в холке — 107,3 см;
- Глубина груди — 54,5 см;
- Ширина груди — 28,4 см;
- Косая длина туловища — 119,5 см;
- Обхват груди — 150,0 см;
- Обхват пясти — 14,3 см.

## Гибриды
В Азербайджане проводилась работа по скрещиванию зебу с рядом пород молочного скота, в частности с швицкой и бурой карпатской породами. Таким образом была получена новая породная группа «азербайджанской бурой», отличающаяся высокими жиромолочными показателями.